# 国道201号
国道201号（こくどう201ごう）は、福岡県福岡市東区から京都郡苅田町に至る一般国道である。

## 概要
福岡県内を東西に延びる国道で、福岡市・飯塚市・田川市・行橋市などの県内の主要都市を通る。その多くが筑豊地方の内陸部を通るため八木山峠、烏尾峠、仲哀峠などの峠道を越える区間がある。筑豊と他地域を結ぶ路線であるため、山間部の区間が多いにもかかわらず交通量は多く、大型車の通行も非常に多い。なお冬場は積雪による路面凍結などでチェーン規制などの規制が出る場合もあり、特に峠の区間では注意が必要である。筑豊烏尾峠に新道トンネルが完成し、2009年（平成21年）3月22日より供用されたことにより、バイパスとトンネルにより峠越えをせずとも全線走破できるようになった。

### 路線データ
一般国道の路線を指定する政令 に基づく起終点および重要な経過地は次のとおり。
- 起点：福岡市（東区、松島交差点 = 国道3号交点）
- 終点：福岡県京都郡苅田町（二崎交差点 = 国道10号交点）
- 重要な経過地：飯塚市、福岡県嘉穂郡穂波町[注釈 2]、田川市、同県田川郡香春町、行橋市
- 総延長 : 91.2 km（福岡県 89.1 km、福岡市 2.1 km）[2][注釈 3]
- 重用延長 : なし[2][注釈 3]
- 未供用延長 : なし[2][注釈 3]
- 実延長 : 91.2 km（福岡県 89.1 km、福岡市 2.1 km）[2][注釈 3]
  - 現道 : 64.1 km（福岡県 62.0 km、福岡市 2.1 km）[2][注釈 3]
  - 旧道 : 4.1 km（福岡県 4.1 km、福岡市 - km）[2][注釈 3]
  - 新道 : 23.0 km（福岡県 23.0 km、福岡市 - km）[2][注釈 3]
- 指定区間：福岡市東区松島5丁目9区5番1 - 福岡県京都郡苅田町大字二崎字五ノ坪230番2（全線）[3]

## 歴史
現行の道路法（昭和27年法律第180号）に基づく二級国道として1953年（昭和28年）に初回指定された路線のひとつである。国道指定当初から「福岡行橋線」の路線名が付与され、道路改良による小変更以外の大幅な経路変更は長年なされなかったが、1993年（平成5年）に終点で接続する国道10号の現道が行橋バイパスとなることに伴い、旧道にあたる区間の一部を国道201号として延伸することで終点位置の所属自治体が行橋市から京都郡苅田町となった。

### 年表
- 1953年（昭和28年）5月18日 - 二級国道201号福岡行橋線（福岡市 - 福岡県京都郡行橋町[注釈 4]）として指定施行[7]。
- 1965年（昭和40年）4月1日 - 道路法改正により一級・二級区分が廃止されて一般国道201号（福岡市 - 行橋市）として指定施行[1]。
- 1993年（平成5年）4月1日 - 終点側を延伸して、一般国道201号（福岡市 - 福岡県京都郡苅田町）として指定施行[4]。
- 2018年（平成30年）7月6日 - 平成30年7月豪雨の影響で、飯塚市仁保で道路が陥没、被災箇所が全面通行止めとなり、7月12日に復旧[8]。

## 路線状況

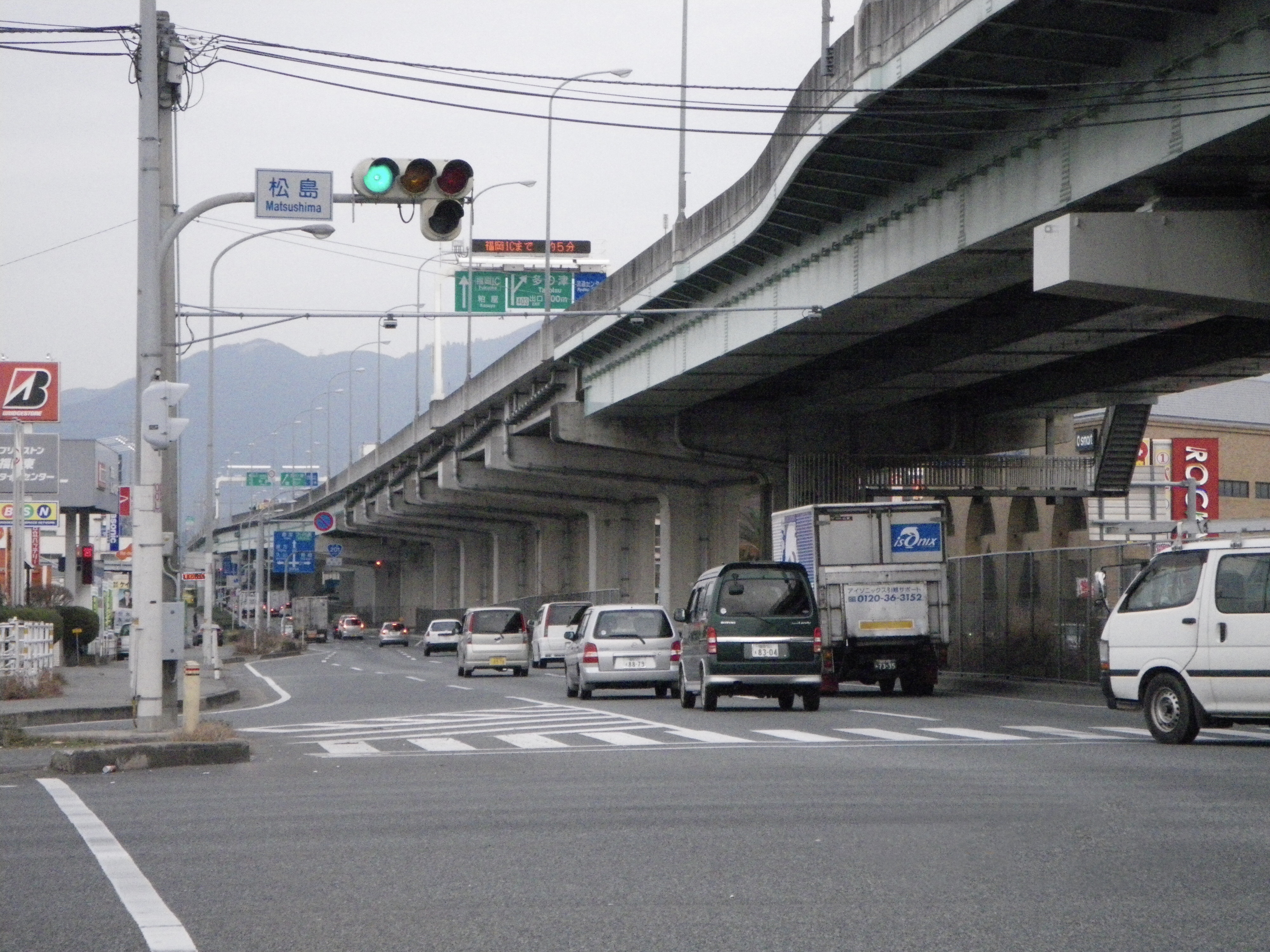
起点（福岡県福岡市東区松島）2010年2月22日

### 拡幅・バイパス区間
- 福岡東バイパス
  - 福岡市東区松島から福岡県糟屋郡篠栗町篠栗のバイパス。1990年（平成2年）10月に全線開通。旧道（福岡市博多区千代 - 福岡県糟屋郡篠栗町篠栗）は福岡県道607号福岡篠栗線となった。
- 八木山バイパス
  - 糟屋郡篠栗町 - 飯塚市弁分のバイパス。八木山峠を越える13.3 kmの八木山バイパスは1985年（昭和60年）に日本道路公団の管理する一般有料道路として供用開始。2014年（平成26年）10月1日、八木山バイパスが償還期間満了に伴い無料化され、西日本高速道路（NEXCO西日本）から国土交通省に移管された[9]。無料化により交通量が増大し、交通事故発生時に片側1車線のために長時間の通行止めが発生するなどの問題が生じたため、2019年度（平成31年度）より全線にわたって4車線化事業を行うことになり[10]、2020年（令和2年）4月より工事を開始。篠栗IC - 筑穂IC間は2025年（令和7年）3月30日に開通した[11]。筑穂IC - 穂波東IC間は2029年度（令和11年度）に完成予定である。篠栗IC - 筑穂IC間4車線化に伴って再有料化されるとともに、国土交通省からNEXCO西日本に移管された[11][12]。
- 飯塚庄内田川バイパス
  - 飯塚市弁分 - 田川郡糸田町 - 田川市弓削田（）（見立（）入口交差点）のバイパス。烏尾峠を越える9.7 kmの飯塚庄内田川バイパスは2003年（平成15年）から順次供用され、2009年（平成21年）の筑豊烏尾トンネル完成により全線開通した。これにより、福岡市方面から田川市方面までバイパスが直通し、特に降雨や降雪による峠道の通行止めの恐れが減少した。八木山バイパスの起点および飯塚庄内田川バイパスの終点では国道201号現道に接続しており、旧道も国道認定を受けている。
- 田川バイパス
  - 田川市弓削田 - 田川郡香春町のバイパス道路（延長8.7 km）。高度成長期の増大する交通需要に対応するため、田川市街（後藤寺地区・伊田地区）へ集中する通過交通の分散を目的として1967年度（昭和42年度）に事業化され、1979年度（昭和54年度）に全区間（見立入口交差点 - 岩原口（）交差点間）での4車線供用を開始した[13]。現在、旧道の区間[注釈 5][14] は国道201号の指定から外れており、国道322号および福岡県道95号添田赤池線となっている。
- 香春拡幅
  - 田川郡香春町の岩原口交差点から新仲哀トンネル西坑口（延長2.1 km）に至る事業区間。この区間では新たなバイパス建設を行わずに、現道を拡幅（4車線化）することで対応する方針である[15]。沿線には道の駅香春が整備されており、鏡山東交差点で国道322号（香春大任バイパス）に接続している。
- 仲哀改良・仲哀拡幅
  - 仲哀改良は、田川郡香春町と京都郡みやこ町の境界にある新仲哀トンネルの改良事業区間（延長2.2 km）[16]。新仲哀隧道（2代目[注釈 6] ）の老朽化や、交通の要所でありながらトンネル内に歩道がなく事故が多発していたこと、迂回路が近隣にないことを受けて1990年（平成2年）度に事業化。2007年（平成19年）3月4日に歩道付きの新たな「新仲哀トンネル（3代目）」が供用開始した。同時にそれまで供用されていた新仲哀隧道は閉鎖となったが、その後の調査によると補修・補強を行うことで再利用可能なことが確認された[17]。
  - 上述のように仲哀峠区間は、3代目となる新仲哀トンネルを新たに掘削することによって改良整備はされたものの、供用車線数は依然2車線のままであり、4車線化については未事業化区間として残されていた。これを受けて、仲哀峠を含む香春町 - 行橋市の未事業化区間について、拡幅およびバイパス建設等を行うための計画段階評価の手続きが2019年（令和元年）9月11日に行われ、仲哀峠区間については、現在閉鎖中である新仲哀隧道（2代目トンネル）の補修・補強を行って再利用することで4車線化する方針となった[17]。その後2022年度（令和4年度）に仲哀拡幅として事業化された[注釈 7][18][19]。
- みやこ行橋バイパス
  - みやこ行橋バイパス（みやこゆくはしバイパス）は、京都郡みやこ町勝山松田から行橋市吉国に至る予定の延長7.4 kmのバイパス道路。仲哀拡幅から下記の行橋インター関連までの区間は、計画段階評価が2019年（令和元年）から2021年（令和3年）までに国土交通省社会資本整備委員会道路分科会九州地方小委員会において整備方針が審議された結果、現道の南側に往復4車線で別線整備する案が採用され[20]、2022年（令和4年）に事業化に向けた環境影響評価調査が実施された後[21]、2025年（令和7年）度に「みやこ行橋バイパス」として新規事業化された[22]。
- 行橋インター関連
  - 行橋インター関連（ゆくはしインターかんれん）は、行橋市大字吉国から京都郡苅田町大字二崎に至る延長4.5 kmのバイパス道路である[23]。行橋市大字吉国で接続する東九州自動車道の行橋インターチェンジに関連し、行橋市街地への交通集中を防ぐことを目的として2000年度（平成12年度）より事業着手し、2009年度（平成21年度）より工事着手した[23]。2014年（平成26年）3月9日に暫定2車線で全線開通した[24]。

### 道路施設

#### 橋梁
起点から
- 新飯塚橋（遠賀川、飯塚市）
- 見立橋（泌川、田川市）
- 川宮西大橋（中元寺川、田川市）
- 東大橋（彦山川、田川市）
- 糸飛大橋（御祓川、田川市 - 田川郡香春町）
- 黒田橋（長狭川、京都郡みやこ町）
- 亀川橋（長狭川、行橋市）
- 津の熊橋（長狭川、行橋市）
- 京橋（行橋市）
- 新小波瀬橋（小波瀬川、行橋市 - 京都郡苅田町）

#### トンネル
起点から
- 筑穂トンネル：延長969 m、1984年（昭和59年）竣工、飯塚市（八木山バイパス）
- 九郎原トンネル：延長505 m、1984年（昭和59年）竣工、飯塚市（八木山バイパス）
- 筑豊烏尾トンネル：延長1,544 m、2009年（平成21年）竣工、飯塚市 - 田川市（飯塚庄内田川バイパス）
- 新仲哀トンネル ：延長1,365 m、2007年（平成19年）竣工、田川郡香春町 - 京都郡みやこ町

#### 道の駅
- いとだ（田川郡糸田町）
- 香春（田川郡香春町）

### 事前通行規制区間
各峠では雨量により次の交通規制が行われる。
| 地点     | 区間                                                        | 距離   | 規制内容                            |
| -------- | ----------------------------------------------------------- | ------ | ----------------------------------- |
| 八木山峠 | 福岡県糟屋郡篠栗町二瀬川 - 飯塚市大字八木山字本村           | 3.3 km | 連続雨量が200 mmに達した場合 通行止 |
| 八木山峠 | 福岡県飯塚市大字八木山字重原 - 飯塚市大字八木山蓮台寺字巡出 | 2.4 km | 連続雨量が200 mmに達した場合 通行止 |
| 烏尾峠   | 福岡県飯塚市庄内町仁保字長谷 - 田川郡糸田町和田             | 2.7 km | 連続雨量が200 mmに達した場合 通行止 |

## 地理

### 通過する自治体
- 福岡県
  - 福岡市（東区）- 糟屋郡粕屋町 - 福岡市（東区）- 糟屋郡粕屋町 - 糟屋郡篠栗町 - 飯塚市 - 田川郡糸田町 - 田川市 - 田川郡香春町 - 京都郡みやこ町 - 行橋市 - 京都郡苅田町

### 交差する道路
| 交差する道路                                           | 市町村名 | 市町村名 | 交差する場所         | 交差する場所                     |
| ------------------------------------------------------ | -------- | -------- | -------------------- | -------------------------------- |
| 国道3号 / 博多バイパス 福岡高速4号粕屋線               | 福岡市   | 東区     | 松島5丁目            | 松島交差点 / 起点 402 松島出入口 |
| 福岡県道504号町川原福岡線                              | 福岡市   | 東区     | 多の津3丁目          | 浜田交差点                       |
| 福岡県道21号福岡直方線                                 | 福岡市   | 東区     | 多の津1丁目          | 多田羅交差点                     |
| 福岡高速4号粕屋線                                      | 福岡市   | 東区     | 多の津1丁目          | 403 多の津出入口                 |
| 福岡高速4号粕屋線                                      | 糟屋郡   | 粕屋町   | 戸原西2丁目          | 404 粕屋出入口                   |
| 福岡県道24号福岡東環状線                               | 糟屋郡   | 粕屋町   | 戸原東3丁目          | [ 注釈 9 ]                       |
| E3 九州自動車道                                        | 糟屋郡   | 粕屋町   | 大字江辻             | 7 福岡IC                         |
| E3 九州自動車道                                        | 福岡市   | 東区     | 蒲田2丁目            | 7 福岡IC                         |
| 福岡県道35号筑紫野古賀線                               | 糟屋郡   | 粕屋町   | 大字上大隈           | 大隈跨道橋交差点                 |
| 福岡県道547号猪野篠栗線                                | 糟屋郡   | 篠栗町   | 津波黒1丁目          | 篠栗北交差点                     |
| 福岡県道92号宗像篠栗線                                 | 糟屋郡   | 篠栗町   | 大字金出             | 金出交差点                       |
| 福岡県道607号福岡篠栗線                                | 糟屋郡   | 篠栗町   | 大字篠栗             | [ 注釈 10 ]                      |
| 国道201号 / 八木山バイパス                             | 糟屋郡   | 篠栗町   | 大字篠栗             | 鳴淵ダム入口交差点               |
| 福岡県道435号内住篠栗線                                | 糟屋郡   | 篠栗町   | 大字篠栗             | 二瀬川交差点                     |
| 福岡県道450号八木山若宮線                              | 飯塚市   | 飯塚市   | 八木山               |                                  |
| 福岡県道478号飯塚穂波線                                | 飯塚市   | 飯塚市   | 大日寺               | 大日寺交差点                     |
| 福岡県道100号大日寺潤野飯塚線                          | 飯塚市   | 飯塚市   | 大日寺               | 蓮台寺交差点                     |
| 国道200号                                              | 飯塚市   | 飯塚市   | 片島1丁目            | 勝盛歩道橋交差点                 |
| 国道211号                                              | 飯塚市   | 飯塚市   | 片島2丁目            | 片島交差点                       |
| 福岡県道448号幸袋柏森線                                | 飯塚市   | 飯塚市   | 新飯塚               | 新飯塚駅入口交差点               |
| 福岡県道421号鯰田停車場有井線                          | 飯塚市   | 飯塚市   | 有井                 | 飯塚市笠松交差点                 |
| 福岡県道415号口ノ原稲築線                              | 飯塚市   | 飯塚市   | 有安                 | 仁保交差点                       |
| 福岡県道476号小竹頴田線                                | 飯塚市   | 飯塚市   | 鹿毛馬               | 大山林道前交差点                 |
| 福岡県道405号香春糸田線                                | 田川郡   | 糸田町   |                      | 糸田口交差点                     |
| 国道201号 / 飯塚庄内田川バイパス                       | 田川郡   | 糸田町   | 鼡ケ池（ねずがいけ） | 筑豊烏尾トンネル東交差点         |
| 福岡県道95号添田赤池線                                 | 田川市   | 田川市   | 大字弓削田           | 見立入口交差点                   |
| 福岡県道458号位登糸田線                                | 田川市   | 田川市   | 大字川宮             | 川宮交差点                       |
| 福岡県道420号金田糸田田川線                            | 田川市   | 田川市   | 大字川宮             | 川宮西大橋交差点                 |
| 福岡県道457号川宮伊田線                                | 田川市   | 田川市   | 大字川宮             | [ 注釈 9 ]                       |
| 福岡県道22号田川直方線                                 | 田川市   | 田川市   | 大字伊田             | 東大橋交差点                     |
| 福岡県道22号田川直方線 / バイパス                      | 田川市   | 田川市   | 大字糒（ほしい）     | バイパス入口交差点               |
| 福岡県道456号金田夏吉伊田線                            | 田川市   | 田川市   | 大字夏吉             | 夏吉交差点                       |
| 福岡県道405号香春糸田線 / 新道                         | 田川郡   | 香春町   | 大字香春             | 下香春交差点                     |
| 国道322号                                              | 田川郡   | 香春町   | 大字高野             | 清瀬橋交差点                     |
| 福岡県道418号英彦山香春線                              | 田川郡   | 香春町   | 大字高野             | 高野口交差点                     |
| 国道322号 / バイパス                                   | 田川郡   | 香春町   | 大字鏡山             |                                  |
| 福岡県道58号椎田勝山線                                 | 京都郡   | みやこ町 | 勝山大久保           | みやこ町勝山新町交差点           |
| 福岡県道253号上矢山中黒田線                            | 京都郡   | みやこ町 | 勝山箕田             | 黒田橋交差点                     |
| 福岡県道250号長尾稗田平島線                            | 京都郡   | みやこ町 | 勝山黒田             | 勝山黒田交差点                   |
| 福岡県道251号天生田吉国線                              | 行橋市   | 行橋市   | 大字吉国             | 行橋市吉国交差点                 |
| E10 東九州自動車道 国道201号 / バイパス                | 行橋市   | 行橋市   | 大字吉国             | 行橋IC入口交差点 2 行橋IC        |
| 福岡県道28号直方行橋線 重複区間起点                    | 行橋市   | 行橋市   | 大字中津熊           | 中津熊交差点                     |
| 国道496号 福岡県道255号山口行橋線                      | 行橋市   | 行橋市   | 大字草野             | 草野交差点                       |
| 福岡県道28号直方行橋線 重複区間終点                    | 行橋市   | 行橋市   | 行事1丁目            | 行事交差点                       |
| 国道201号 / バイパス 福岡県道25号門司行橋線 / バイパス | 京都郡   | 苅田町   | 大字二崎             | 小波瀬橋交差点                   |
| 国道10号                                               | 京都郡   | 苅田町   | 大字二崎             | 二崎交差点 / 終点                |

### 交差する鉄道
- 香椎線
- 篠栗線
- 筑豊本線
- 平成筑豊鉄道糸田線
- 日田彦山線
- 日豊本線

### 沿線

#### 福岡市・糟屋郡

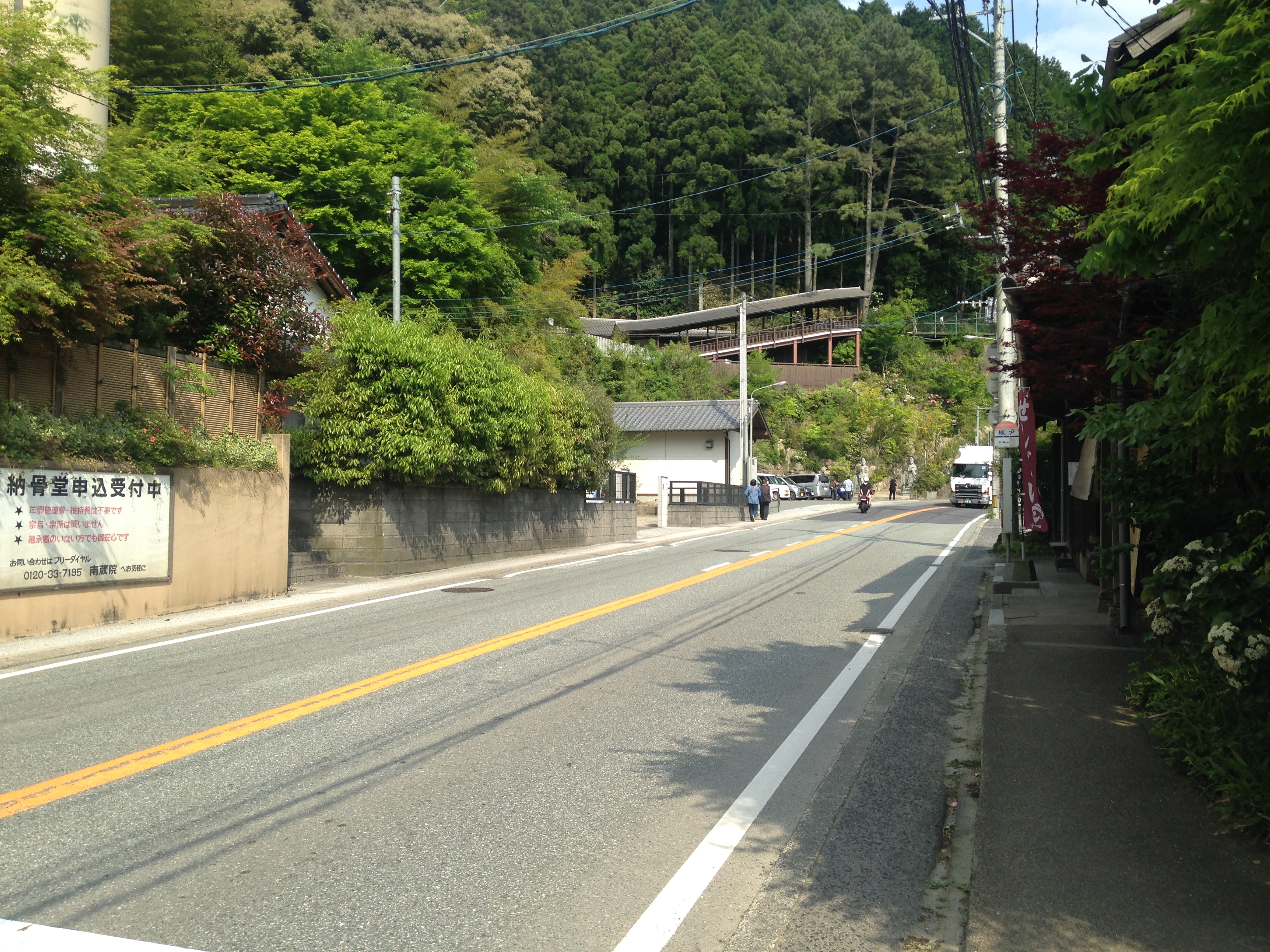
八木山峠手前の旧道・篠栗町南蔵院付近

東区南部の松島交差点が起点で、同交差点から東進する。起点から福岡ICまでは福岡高速4号線の下を通り、粕屋町の北側を抜けていく。福岡ICを通り九州自動車道と福岡県道35号筑紫野古賀線をくぐりぬけ篠栗町に入り、篠栗町中心部の北側を経て八木山バイパスと旧道との分岐点を通る。
旧道はバイパスとの分岐点から先は4車線から2車線となる。篠栗四国八十八箇所の1番霊場である南蔵院を過ぎ、八木山峠に入ると急勾配と急カーブが連続する。バイパスは八木山峠の南側を通る。

#### 飯塚市
旧道は八木山峠を登る途中で飯塚市に入り、八木山集落を抜けて峠道を下り飯塚市街地に入る。新飯塚橋で遠賀川を越え、筑豊緑地を通り烏尾峠の途中で糸田町に入る。
八木山バイパスの終点は飯塚市街地の南側にあるバイパス入口交差点で、そのまま直進すると飯塚庄内田川バイパスに入る。烏尾峠の南側の筑豊烏尾トンネル内に飯塚市と糸田町の境界がある。

#### 田川市・田川郡
旧道は糸田町に入り烏尾峠を下る。飯塚庄内田川バイパスは筑豊烏尾トンネル内で糸田町に入り峠の南側を直進する。糸田町の南西部にある交差点で旧道とバイパスが合流し、そのすぐ先で田川市に入る。
田川市内からは4車線となり、田川市域北側と香春町中心部を抜け、岩原口交差点を右折して東進する。岩原口交差点からは再び2車線となる。道の駅香春の先の新仲哀トンネル内に香春町とみやこ町の町境がある。

#### 京都郡・行橋市
新仲哀トンネルを抜けてみやこ町に入る。みやこ町の中心部を通り行橋市に入る。東九州自動車道の行橋インターチェンジを通り、行橋市北端部の行事交差点で左折して北進し、苅田町に入り約400 mほど進んだ場所にある二崎交差点が終点となる。